# Тит Фадий
Тит Фадий Гал (Tit Fadius Gallus) е политик на Римската република през края на 1 век пр.н.е. Произлиза от фамилията Фадии.
През 63 пр.н.е. Тит Фадий е квестор по време на консулата на Цицерон. През 57 пр.н.е. той е народен трибун.